# Wilhelm Bubits

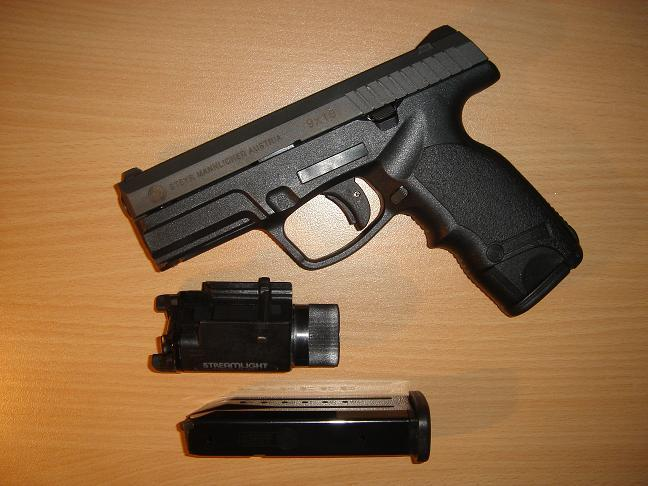
Steyr M pistol.

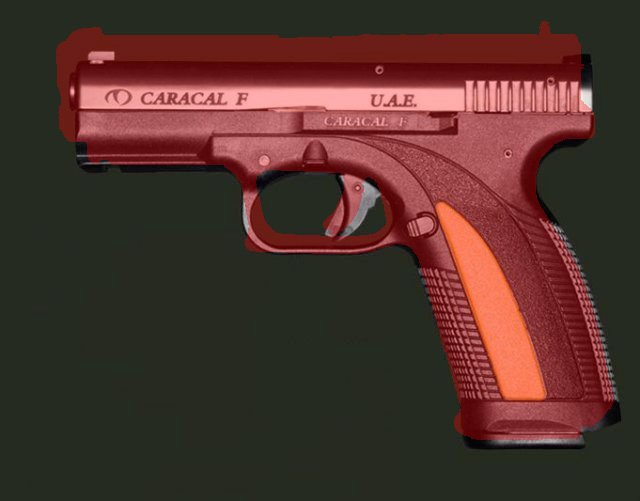
Caracal Pistol

Wilhelm Bubits (né le 28 octobre 1954 à Lutzmannsburg en Autriche) est un spécialiste des armes de poing dont les réalisations sont les pistolets Caracal F et C ainsi que les Steyr M et S.

## Biographie
Tireur sportif et ancien policier, Wilhelm Bubits a mis à profit son expérience des armes de poing pour promouvoir des conceptions nouvelles. Il a collaboré avec Glock puis en 1997 a contribué à la création des pistolets Steyr M et S qui furent mis sur le marché en 1999.
Fin 2002, il rejoint une équipe des Émirats arabes unis chargée du projet « armes légères » afin de développer un nouveau pistolet. Sous sa direction, cette équipe a conçu le pistolet Caracal fabriqué par Caracal International Llc une société créée en 2006 à Abou Dabi
Le pistolet Caracal est le premier pistolet fabriqué aux Émirats arabes unis. Il a passé avec succès la certification du Centre d'Essais des forces armées fédérales de Meppen en Allemagne en mai 2006 en ce qui concerne les normes OTAN D14, les exigences techniques de la Police Fédérale et de la Bundeswehr. Ces tests sont les plus sévères jamais conçus pour une arme réglementaire.
L'axe du canon des pistolets Caracal est positionné très bas sur la main comme on peut le voir par comparaison avec un des pistolets les plus populaires disponible sur le marché. Ceci rend le Caracal plus confortable à tirer et permet une reprise de visée immédiate en tir rapide.
Le pistolet Caracal a été adopté en 2007 par les forces armées et les forces de sécurité des Émirats arabes unis, la Garde Nationale de Bahrein. La Jordanie l'a adopté en avril 2008.